# Salvador Correia de Sá e Benevides Velasco da Câmara
Salvador Correia de Sá e Benevides Velasco da Câmara (Torres Novas, 14 de dezembro de 1873 — São Pedro de Penaferrim, 12 de junho de 1939), 9.º Visconde de Asseca, foi um político e militar português.

## Biografia
Filho de António Maria Correia de Sá e Benevides Velasco da Câmara, 8º Visconde de Asseca e Mariana de Sousa Botelho Mourão e Vasconcelos.

### Carreira política e militar
Defensor da Monarquia, dedicou a sua vida a servir o regime monárquico e a família real. Exerceu como oficial-mor da casa real, e como Par do Reino. Em 25 de Julho de 1903, recebeu do rei D. Carlos o título de 9.º Visconde de Asseca.
Após a Proclamação da República, demitiu-se dos seus cargos, tendo acompanhado o rei D. Manuel II no seu exílio, como secretário particular. Após a morte do antigo monarca, foi o único português a acompanhar o corpo, que foi transportado num cruzeiro inglês, e representou D. Amélia e D. Vitória nas cerimónias fúnebres.
Acompanhou, em serviço, o general Raul Esteves numa visita à Alemanha, Suécia e Noruega; nessa altura, possuía a patente de capitão da Arma de Engenharia.
Também pertenceu ao conselho de administração da Companhia de Refinação e Petróleos.

### Falecimento
Faleceu em 12 de Junho de 1939, na sua Quinta da Vigia, em São Pedro de Sintra, vitimado por uma hemorragia cerebral. O funeral realizou-se no dia seguinte, tendo sido sepultado no Cemitério dos Prazeres.

## Homenagens
Recebeu a Grã-cruz da Ordem de Nossa Senhora da Conceição de Vila Viçosa, durante o casamento de D. Manuel II, na Alemanha.